# Radikal 99
Radikal 99 mit der Bedeutung „süß“ ist eines von 23 der 214 traditionellen Radikale der chinesischen Schrift, die mit fünf Strichen geschrieben werden.
Mit 3 Zeichenverbindungen in Mathews’ Chinese-English Dictionary gibt es nur sehr wenige Schriftzeichen, die unter diesem Radikal im Lexikon zu finden sind. Moderne Nachschlagewerke wie das Xiandai Hanyu Cidian und das Xinhua-Wörterbuch führen 甘 nicht als Radikal. Dort ist es unter seinem ersten Strich, dem 一 Horizontalstrich nachzuschlagen.
Das Radikal „süß“ nimmt nur in der Langzeichen-Liste traditioneller Radikale, die aus 214 Radikalen besteht, die 99. Position ein. In modernen Kurzzeichen-Wörterbüchern kann es sich an ganz anderer Stelle finden. Im Neuen chinesisch-deutschen Wörterbuch aus der Volksrepublik China steht es zum Beispiel an 135. Stelle.
In der Siegelschrift-Form ist deutlich ein Mund zu erkennen, in dem ein kleiner Horizontalstrich andeutet, dass etwas im Mund liegt. Und Nahrung im Mund wird als wohltuend empfunden. 
Im zusammengesetzten Zeichen fungiert 甘 jedoch vor allem als Lautträger wie in:
泔 (in: 泔水 = Abwasser),
疳 (= Verdauungsstörungen),
坩 (= Keramikware),
柑 (= Orange),
绀 (= purpurrot),
蚶 (eine essbare Muschelart) und
酣 (han = nach Herzenslust essen und trinken).
甜 (= süß) ist ein kombiniertes Zeichen, das sich aus den Komponenten Radikal 135 舌 (= Zunge) und Radikal 99 甘 (= süß) zusammensetzt.
Der Name der westchinesischen Provinz Gansu (Gānsù 甘肃 oder 甘肅) hat nicht unmittelbar mit der Bedeutung „süß“ etwas zu tun. Er setzt sich vielmehr zusammen aus den Anfangssilben der Städte Ganzhou (Zhangye) und Suzhou (Jiuquan).

## Schriftzeichenverbindungen, die vom Radikal 99 regiert werden
| Striche | Zeichen |
| ------- | ------- |
| +0      | 甘      |
| +03     | 甙      |
| +04     | 甚      |
| +06     | 甛 甜   |
| +08     | 甝 甞   |

 Im Unicodeblock Kangxi-Radikale ist das Radikal 99 unter der Codepointnummer 12.130 (U+2F62) codiert.